# ファラデーの電気分解の法則
ファラデーの電気分解の法則（ファラデーのでんきぶんかいのほうそく、英語: Faraday's laws of electrolysis）とは、1833年にマイケル・ファラデーが発見した、電解質溶液中の電気分解に関する法則である。
第一法則と第二法則があり電気分解は電子の授受によって引き起こされる現象であるから、電解を行ったとき、各電極で発生又は析出する物質の量は、電子の授受に関係したイオンの価数および、電解に使われた電気量、つまり、電子の物質量に関係しているはずである。
電子の存在が明らかでなかった1833年、ファラデー（イギリス）は、電気分解における物質の変化量と電気量（通じた電流の強さと時間の積）との間に、以下の関係が成り立つことを実験的に見いだした。
これをファラデーの電気分解の法則という。

## 第一法則
析出（電気分解）された物質の量は、流れた電気量に比例する。
{\displaystyle \omega =K\cdot I\cdot t=K\cdot Q}
- K = 電気化学当量（比例定数）
- I [A] = 電流
- t [s] = 時間
- Q [C] = 電気量

## 第二法則
電気化学当量は化学当量に等しく、同じものである。
{\displaystyle n={\frac {m}{M}}={\frac {It}{zF}}}
- n [mol] = 物質量
- m [g] = 質量
- M [g/mol] = 分子量
- I [A] = 電流
- t [s] = 時間
- z  = イオン価数
- F = 9.6485×104 [C/mol] = ファラデー定数

これは、1グラム当りの等量の物質を析出させるのに必要な電気量は、物質の種類によらず一定であることを示している。この一定の値 F は、ファラデー定数と呼ばれる。電気分解の法則の発見は、原子説からの推論により、電気の基本粒子（電子）の存在を強く示唆することとなった。